# Strada statale 112 d'Aspromonte
La strada statale 112 d'Aspromonte (SS 112), riclassificata come strada provinciale 2 di Bagnara Calabra e Bovalino (SP 2), è una strada della provincia di Reggio Calabria.

## Storia
Venne istituita nel 1928 con il seguente percorso: "Innesto con la n. 18 presso Bagnara - Marina di Bovalino".
In seguito al decreto legislativo n. 112 del 1998, la gestione è passata dall'ANAS alla Regione Calabria, che ha provveduto al trasferimento dell'infrastruttura al demanio della provincia di Reggio Calabria.

## Percorso
Il percorso parte dall'innesto con la SS 18 presso Pellegrina (frazione di Bagnara Calabra) e raggiunge l'innesto con la SS 106 a Bovalino, attraversando i centri abitati di Sant'Eufemia d'Aspromonte, Sinopoli, Acquaro (frazione di Cosoleto), Cosoleto, Delianuova, Scido, Santa Cristina d'Aspromonte, Platì, Natile Nuovo (frazione di Careri), Careri e Benestare.

### Ex SS 112 dir
Esiste una diramazione della strada statale, l'ex SS 112 dir (riclassificata SP 2 dir), che dall'innesto con la SS 112 a Natile Nuovo arriva all'innesto con la SS 106 a Bovalino.

### Ex SS 112 Bis
Oltre all'ex SS 112 dir esiste un'altra strada statale, l'ex SS 112 Bis (riclassificata SP 2 Bis), che dall'innesto con la SS 112 a Cosoleto attraversa la frazione Sitizano, il territorio di Lubrichi, il centro abitato di Castellace e collegandosi infine all'innesto con l'ex SS 111 dir (SP 1 dir) nel territorio di Oppido Mamertina.